# ジョン・モシッタ・ジュニア
ジョン・モシッタ・ジュニア（John Moschitta, Jr.、1954年8月6日 - ）は、アメリカ合衆国のスポークスマン、歌手、俳優。
モーターマウス・ジョン・モシッタ（"Motormouth"John Moschitta）と評され、かつて、世界一話すのが早い者としてギネス世界記録に公認されていた（毎分586単語）。100以上のあらゆる企業の広告に出演し、1981年にはフェデックスの広告にも出演している。